# Homolidae
Famille
Les Homolidae sont une famille de crabes. Elle comprend près de 70 espèces actuelles et plus de 40 fossiles dans 23 genres dont neuf fossiles.

## Liste des genres
- Dagnaudus Guinot & Richer de Forges, 1995
- Gordonopsis Guinot & Richer de Forges, 1995
- Homola Leach, 1815
- Homolax Alcock, 1900
- Homolochunia Doflein, 1904
- Homologenus A. Milne-Edwards, in Henderson, 1888
- Homolomannia Ihle, 1912
- Ihlopsis Guinot & Richer de Forges, 1995
- Lamoha Ng, 1998
- Latreillopsis Henderson, 1888
- Moloha Barnard, 1947
- Paromola Wood-Mason & Alcock, 1891
- Paromolopsis Wood-Mason & Alcock, 1891
- Yaldwynopsis Guinot & Richer de Forges, 1995
- †Doerflesia Feldmann & Schweitzer, 2009
- †Homoliformis Collins, Schulz & Jakobsen, 2005
- †Homolopsis Bell, 1863
- †Hoplitocarcinus Beurlen, 1928
- †Latheticocarcinus Bishop, 1988
- †Lignihomola Collins, 1997
- †Londinimola Collins & Saward, 2006
- †Prohomola Karasawa, 1992
- †Zygastrocarcinus Bishop, 1983

## Référence
- de Haan, 1839 : Crustacea. Fauna Japonica sive Descriptio Animalium, Quae in Itinere per Japoniam, Jussu et Auspiciis Superiorum, qui Summum in India Batava Imperium Tenent, Suscepto, Annis 1823–1830 Collegit, Noitis, Observationibus et Adumbrationibus Illustravit. Leiden: Lugduni-Batavorum. p. 1–243.

## Sources
- Ng, Guinot & Davie, 2008 : Systema Brachyurorum: Part I. An annotated checklist of extant brachyuran crabs of the world. Raffles Bulletin of Zoology Supplement, n. 17, p. 1–286.
- De Grave & al., 2009 : A Classification of Living and Fossil Genera of Decapod Crustaceans. Raffles Bulletin of Zoology Supplement, n. 21, p. 1-109.